# Daily News Building
Das Daily News Building ist ein Wolkenkratzer im Stadtbezirk (Borough) Manhattan in New York City. Er ist der ehemalige Hauptsitz der New York Daily News.

## Beschreibung
Das Bürohochhaus befindet sich im Viertel Turtle Bay in East Midtown zwischen der 41st und 42nd Street sowie Second  und Third Avenue. Die private Straße Kempner Place trennt als westliche Begrenzung das Gebäude von dem benachbarten „The Westin New York Grand Central Hotel“. Die offizielle Adresse des Daily News Buildings lautet „220 East 42nd Street“. Benachbarte bekannte Gebäude sind ein Block westlich entfernt das Chrysler Building und zwei Blocks östlich das UNO-Hauptquartier.
Nach der Abspaltung der Daily News von der Chicago Tribune im Jahr 1919 wurde beschlossen, eine neue Hauptverwaltung zu errichten. Hierfür wurden die beiden Architekten Raymond Hood und John Mead Howell hinzugezogen. Errichtet wurde das Daily News Building von 1928 bis 1930 im Stil des Art déco. Zudem weist es auch einige Elemente der Moderne auf. Entgegen anderer zeitgenössischer Wolkenkratzer wird das Daily News Building weniger von Setbacks (Rücksprüngen) dominiert, welche die Gebäude nach oben verjüngen lassen, als durch seine quadratischen Formen und Linien. Das Gebäude besteht aus einem 36-stöckigen Turm mit einer Höhe von 145,1 m (476 Fuß) sowie zwei kleineren flachen Anbauten, die sich nach Osten bis zur Second Avenue erstrecken. Es hat eine Nutzungsfläche von insgesamt 93.804 m². Zu seinen architektonischen Merkmalen gehören ein großer mit Granit verkleideter Eingang an der 42nd Street und eine weitläufige Lobby im Inneren. Trotz einer vergleichsweise nur geringen Höhe war es durch seinen modernen Stil wegweisend für die kommende Architektur und den Bau von Hochhäusern.
Insbesondere das Interieur mit seiner Lobby passte sich deutlich dem zeitgenössischen Kunstgeschmack an und gehört zu den bedeutendsten Werken des Art déco in New York City. Eine spektakuläre Sehenswürdigkeit bildet in der Lobby ein großer rotierender Vintage-Globus unter einer schwarzen Glaskuppeldecke. Von 1957 bis 1960 wurde ein dem Außendesign des Hochhauses angepasster Annex angefügt. Die Planung und der Bau des 16-stöckigen Anbaus an der Second Avenue/42nd Street und die etwas zurückgesetzte Erhöhung des ursprünglichen neunstöckigen Anbaus an der 41st Street um fünf Stockwerke wurde vom Architekturbüro Harrison & Abramovitz verantwortet. Die Daily News nutzte das Gebäude bis 1995 als Hauptsitz. Eigentümer des Gebäudes sind SL Green (seit 2003) mit einer Mehrheitsbeteiligung von 51 % und Meritz Alternative Investment Management mit 49 % Anteil.
Zu den Mietern gehören der lokale Fernsehsender WPIX – Kanal 11 (eine Tochtergesellschaft von The CW), das Gesundheitsunternehmen Visiting Nurse Service of New York (VNS Health), die Frühfördereinrichtung Young Adult Institute (YAI), die UN-Organisation UN Women, der Exekutivausschuss Entwicklungsprogramm der Vereinten Nationen und der New Yorker Sitz des Beratungsunternehmens FleishmanHillard.
Am 29. Juli 1981 stellte die New Yorker Landmarks Preservation Commission die 36-stöckige Turmfassade des Daily News Buildings unter Denkmalschutz. Das Gebäude wurde des Weiteren am 14. November 1982 von der U.S. National Register of Historic Places und am 29. Juni 1989 von der U.S. National Historic Landmark gelistet. Am 9. März 1998 schützte schließlich die NYC Landmarks Preservation Commission das Interieur des Erdgeschosses. Alle Denkmalschutzmaßnahmen betreffen nur den Turm und die Lobby, aber nicht die Anbauten.
Das Daily News Building war ein Schauplatz im Spielfilm Superman aus dem Jahr 1978 mit Christopher Reeve, Margot Kidder, Gene Hackman und Marlon Brando.

## Ansichten

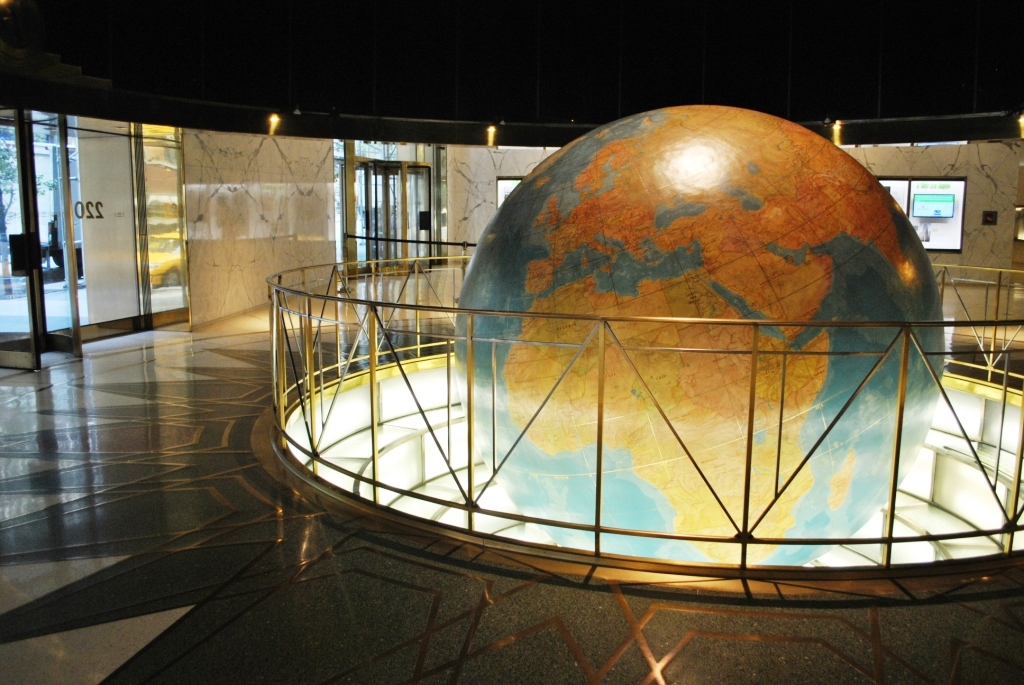
Die Lobby mit dem Globus im Jahr 2014
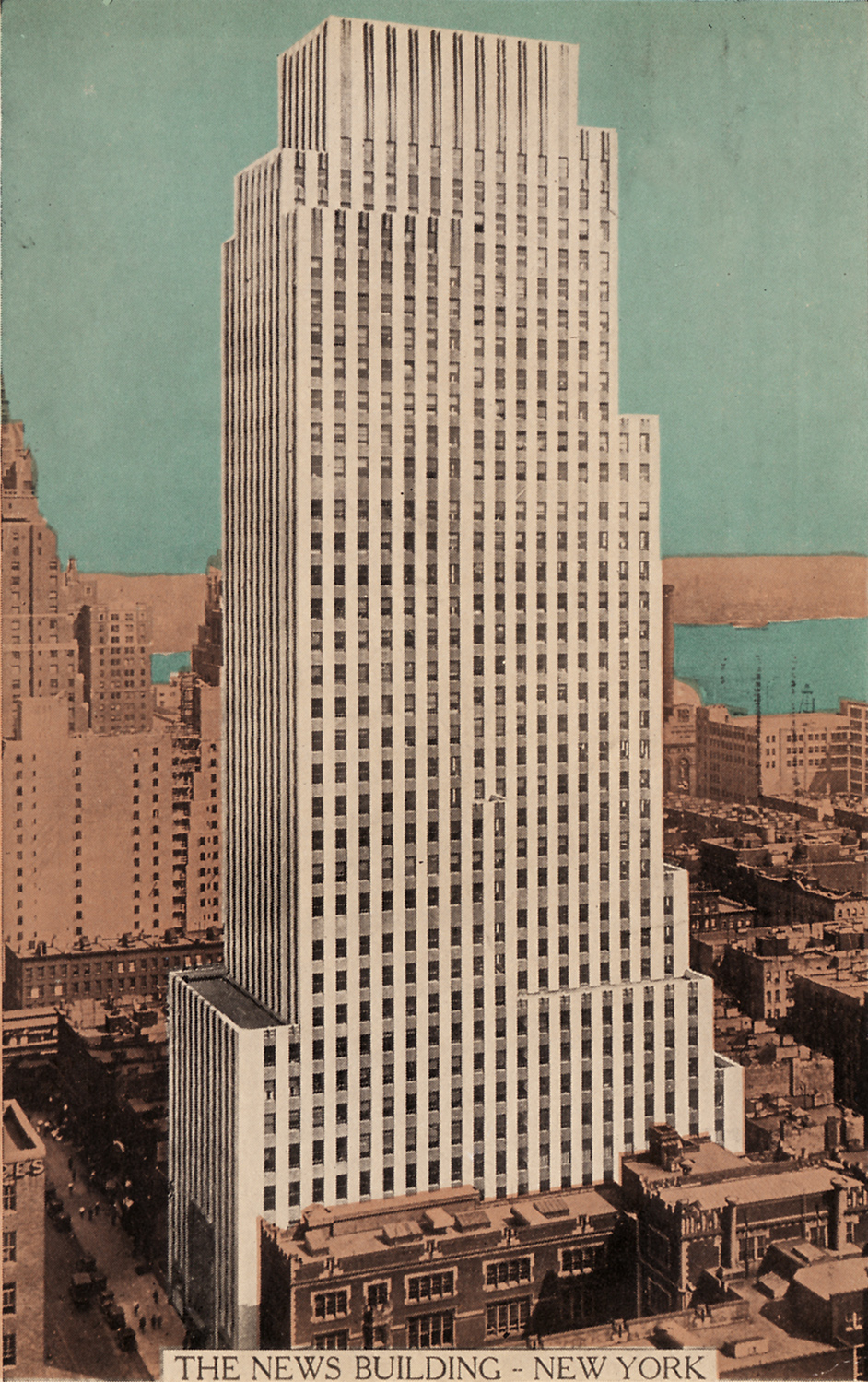
Das Daily News Building auf einer zeitgenössischen Postkarte
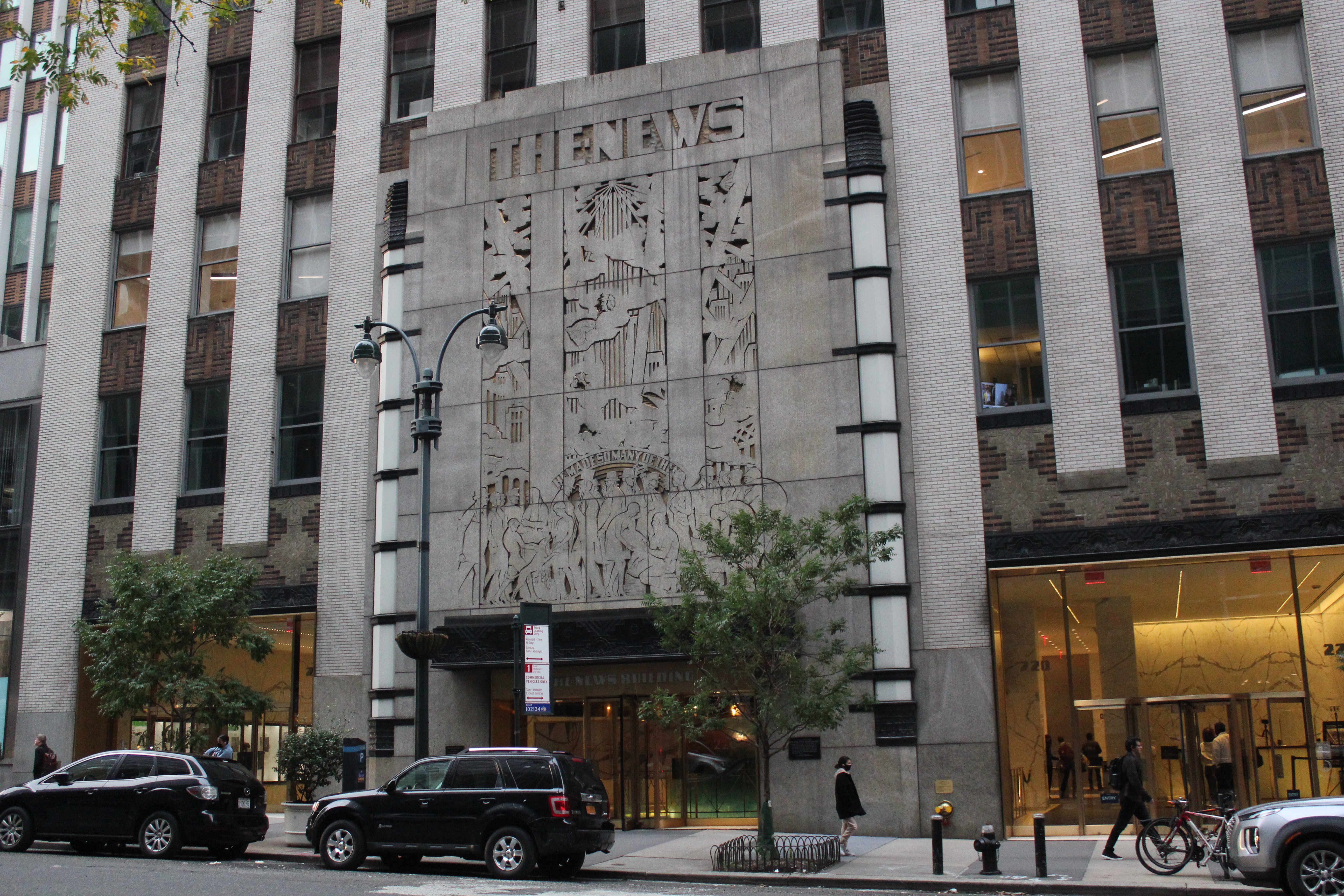
Der Haupteingang an der 42nd Street
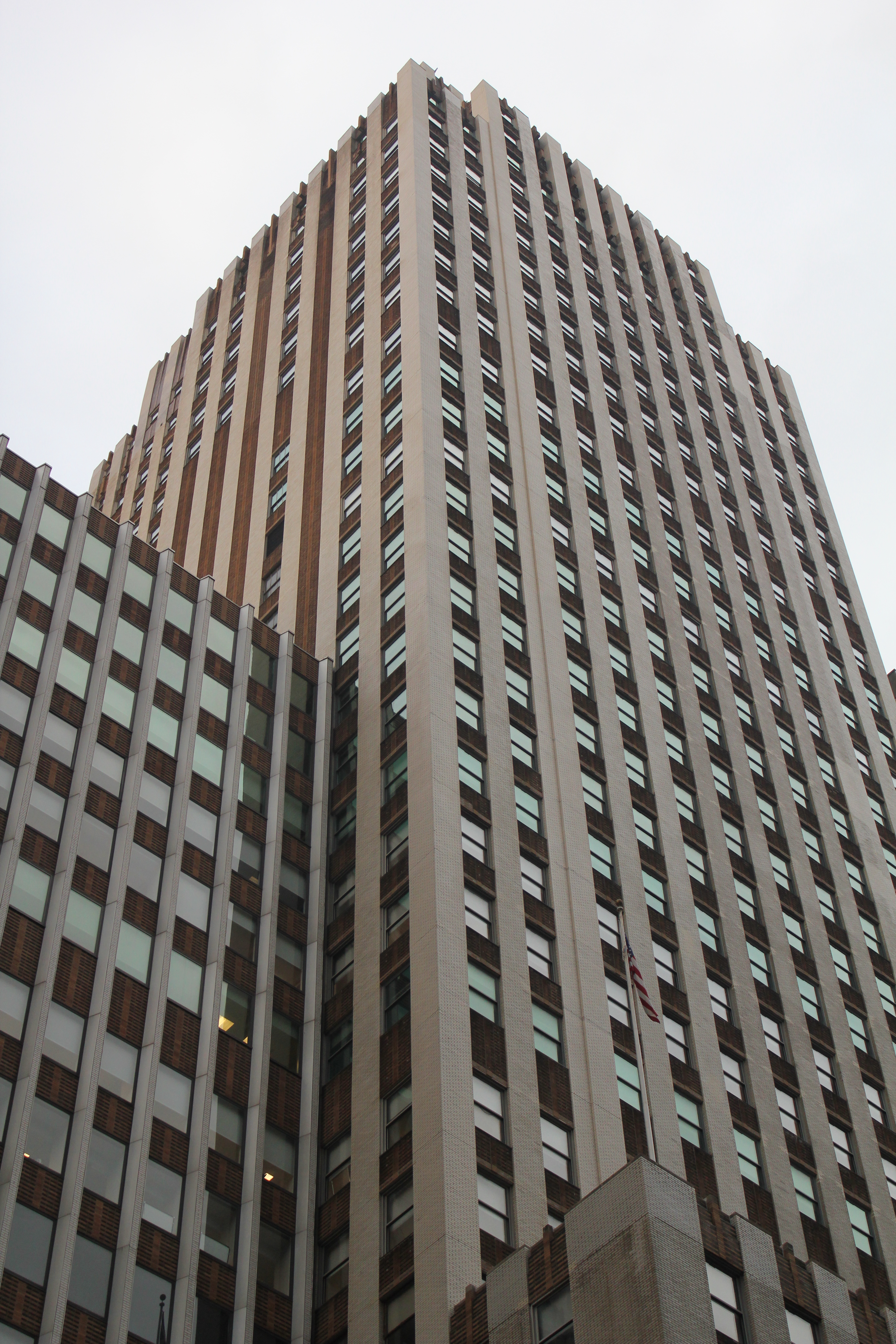
Turm und 16-stöckiger Anbau im November 2021
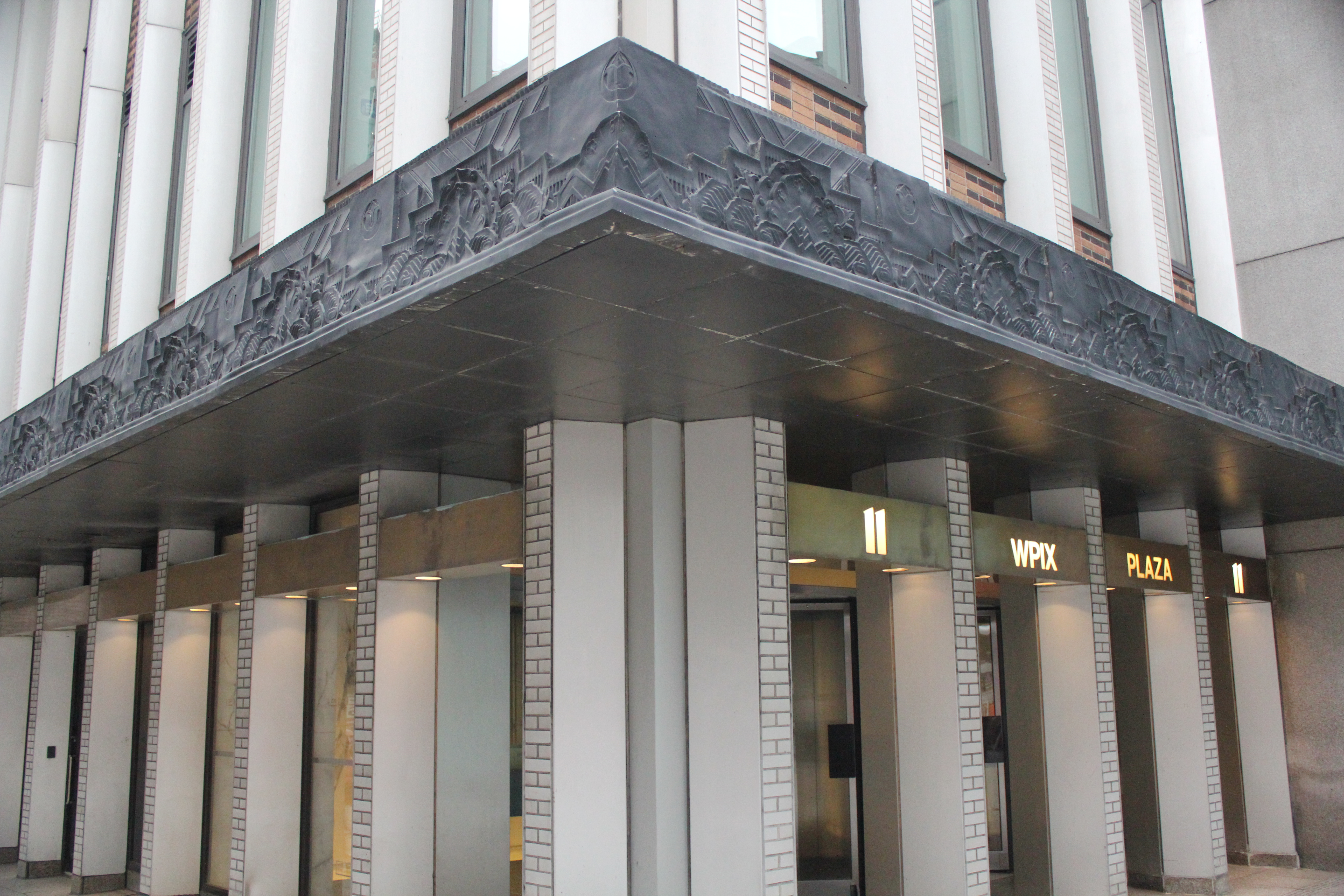
Nordostecke der Basis des 16-stöckigen Annex